# Котельников Герман В'ячеславович
Ге́рман В'ячесла́вович Коте́льников — майор Збройних сил України, 79-та аеромобільна бригада, учасник російсько-української війни.

## Нагороди
31 жовтня 2014 року за особисту мужність і героїзм, виявлені у захисті державного суверенітету та територіальної цілісності України, вірність військовій присязі під час російсько-української війни, відзначений — нагороджений орденом Богдана Хмельницького III ступеня.